# Tagbo (langue)
Le tagbo (tagbu, tagba) est une langue oubanguienne de la République démocratique du Congo.

## Source
- (en) Cet article est partiellement ou en totalité issu de l’article de Wikipédia en anglais intitulé « Tagbo language » (voir la liste des auteurs).